# Nicolás Corona y Corona
Nicolás Corona y Corona (* 10. September 1877 in Aguacapán, Jalisco; † 8. Januar 1950 in Papantla, Bundesstaat Veracruz) war ein mexikanischer Geistlicher und römisch-katholischer Bischof von Papantla.

## Leben
Nicolás Corona y Corona empfing am 1. Februar 1901 das Sakrament der Priesterweihe. Corona y Corona war von 1912 bis 1920 Pfarrer in La Piedad und von 1920 bis 1922 in Orizaba.
Am 11. Dezember 1922 ernannte ihn Papst Pius XI. zum Bischof von Papantla. Der Bischof von Veracruz-Jalapa, Raphael Guizar Valencia, spendete ihm am 28. Januar 1923 die Bischofsweihe; Mitkonsekratoren waren der Bischof von Sonora, Juan María Navarrete y Guerrero, und der emeritierte Bischof von Chilapa, Francisco Maria Campos y Angeles. Die Amtseinführung fand am 11. Juli 1923 statt.